# Холодный фронт

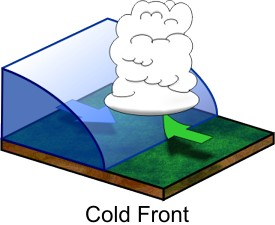
Изотермическое представление холодного фронта

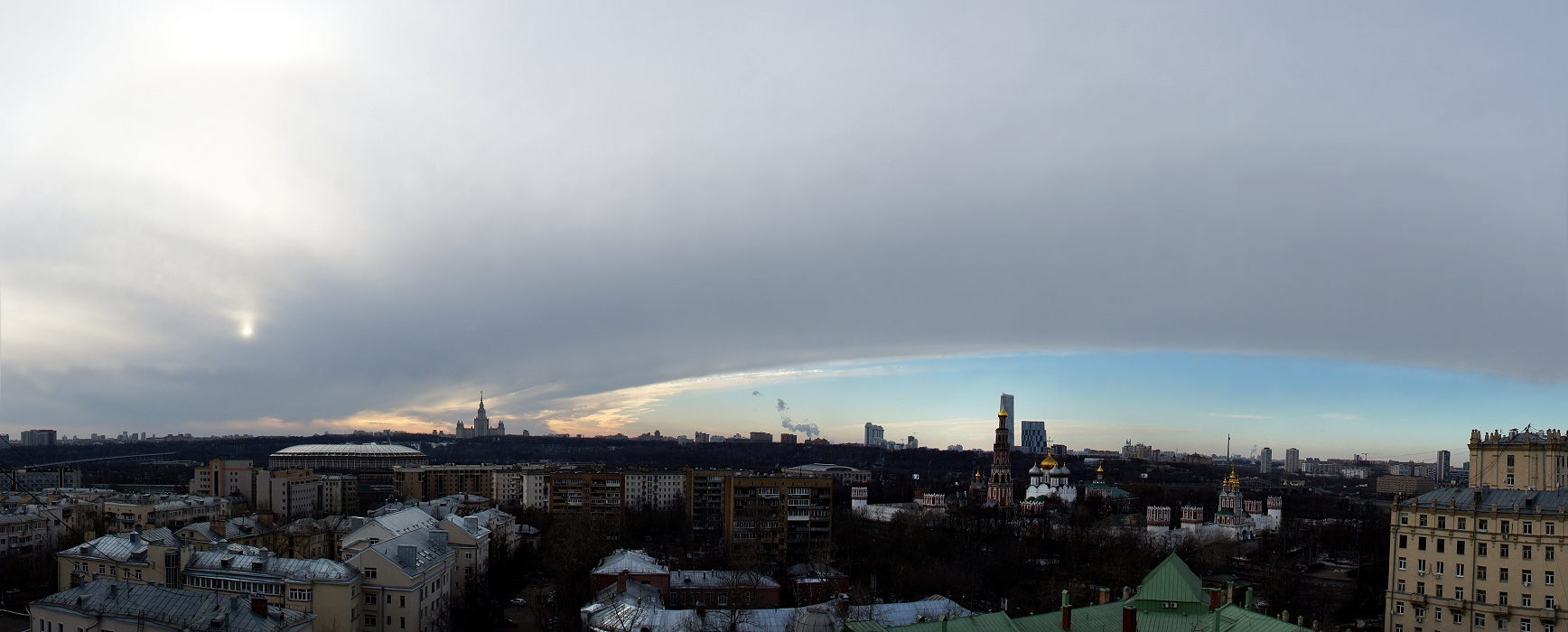
Холодный фронт над Москвой 1 января 2014 года

Плановое представление холодного фронта в Северном полушарии. Синяя линия — холодный фронт. L — область низкого давления (центр циклона). Зелёный цвет — осадки

Холо́дный фронт — поверхность, разделяющая тёплую и холодную воздушные массы, атмосферный фронт. Холодный фронт образуется при перемещении холодной воздушной массы в сторону тёплой воздушной массы. При этом происходит адвекция холода. Вслед за холодным фронтом приходит холодная воздушная масса. При стабильности тёплого воздуха формируются перисто-кучевые облака. Если тёплый воздух не стабилен, то холодная масса воздуха вытесняет тёплую, и появляются кучевые, и кучево-дождевые облака.
На карте погоды холодный фронт отмечается синим цветом или зачернёнными треугольниками, направленными в сторону перемещения фронта. При переходе через линию холодного фронта ветер, как и в случае тёплого фронта, поворачивает вправо в северном полушарии и влево в южном полушарии, но поворот более значительный и резкий — от юго-западного, южного (перед фронтом) к западному, северо-западному (за фронтом) для северного полушария и от юго-восточного, южного (перед фронтом) к восточному, северо-восточному (за фронтом) для южного полушария. При этом усиливается скорость ветра. Атмосферное давление перед фронтом меняется медленно. Оно может падать, но может и расти. С прохождением холодного фронта начинается быстрый рост давления. За холодным фронтом рост давления может достигать 3-5 гПа/3 ч., а иногда 6-8 гПа/3 ч. и даже более. Изменение барической тенденции (от падения к росту, от медленного роста к более сильному) свидетельствует о прохождении линии приземного фронта.
Перед фронтом часто наблюдаются осадки, а нередко грозы и шквалы (особенно в тёплое полугодие). Температура воздуха после прохождения фронта падает (адвекция холода), причём порой быстро и резко — на 5…10 °С и более за 1-2 часа. Точка росы понижается одновременно с температурой воздуха. Видимость, как правило, улучшается, поскольку за холодным фронтом вторгается более чистый и менее влажный воздух из северных широт.
Характер погоды на холодном фронте заметно различается в зависимости от скорости смещения фронта, свойств тёплого воздуха перед фронтом, характера восходящих движений тёплого воздуха над клином холодного.
Существуют следующие виды холодных фронтов:
- Первого рода. В холодном фронте первого рода холодный воздух двигается относительно медленно.
- Второго рода. В холодном фронте второго рода холодный воздух двигается относительно быстро иногда с замедлениями.

## Холодный фронт первого рода
Холодный фронт первого рода приводит к перемещению тёплого воздуха в сторону и вверх. При этом появляются кучево-дождевые облака, с ливнями и грозами. Давление растёт, температура воздуха понижается, ветер усиливается и меняет направление.
На холодных фронтах 1-го рода (медленно движущихся) преобладает упорядоченное поднятие тёплого воздуха над клином холодного воздуха. Холодный фронт 1-го рода является пассивной поверхностью восходящего скольжения. К этому типу принадлежат медленно движущиеся или замедляющие своё движение фронты в глубоких барических ложбинах или вблизи центра циклона.
Облачность холодного фронта 1-го рода, образующаяся вследствие восходящего скольжения вдоль его поверхности вытесняемого холодным клином тёплого воздуха, является как бы зеркальным отражением облачности тёплого фронта. Она начинается со слоисто-дождевых (Ns), а заканчивается перисто-слоистыми и перистыми (Cs-Ci). При этом облака расположены главным образом за линией фронта. Отличие от облачности тёплого фронта всё же существует: вследствие трения поверхность холодного фронта в нижних слоях становится крутой, поэтому перед самой линией фронта вместо спокойного и пологого восходящего скольжения наблюдается конвективный подъём тёплого воздуха. Благодаря этому, в передней части облачной системы могут возникать мощно-кучевые (Cu cong) и кучево-дождевые (Cb) облака, растянутые на сотни километров вдоль фронта, со снегопадами зимой, ливнями летом, нередко с грозами и шквалами. Над вышележащей частью фронтальной поверхности с нормальным наклоном в результате восходящего скольжения тёплого воздуха облачная система представляет равномерный покров слоистообразных облаков As-Ns. Ливневые осадки перед фронтом после прохождения фронта сменяются более равномерными обложными осадками. Затем появляются перисто-слоистые и перистые облака.
Вертикальная мощность системы высоко-слоистых и слоисто-дождевых облаков (As-Ns) и ширина облачной системы и области осадков при этом будет значительно меньше (примерно в полтора-два раза), чем в случае тёплого фронта. Верхняя граница системы As-Ns находится на высоте около 4-4.5 км. Под основной облачной системой могут возникать слоистые разорванные облака (St fr), иногда образуются фронтальные туманы. Продолжительность прохождения холодного фронта 1-го рода через пункт наблюдения составляет 10 ч. и более.
Имеются сезонные особенности структуры холодных фронтов 1-го рода. В холодную половину года ширина облачной системы 400—500 км, а зоны обложных осадков — до 200 км. В зоне осадков образуются разорванно-дождевые облака с нижней границей 100—150 метров. В облаках и переохлаждённом дожде отмечается обледенение. Видимость в осадках снижается до значений 1000 метров и менее.
В тёплую половину года на фронте, кроме основной облачной системы, нередко развиваются кучево-дождевые облака, грозы, сопровождающиеся ливневыми осадками и шквалистыми ветрами. Ширина облачной системы составляет около 300 км, зона ливневых осадков — около 50 км, далее они переходят в обложные; общая ширина зоны осадков в среднем около 150 км. В облаках отмечается обледенение, а в кучево-дождевых, кроме того, сильная болтанка.

## Холодный фронт второго рода
Холодный фронт второго рода круче, чем холодный фронт первого рода. Около земли холодный фронт второго рода может наклоняться в другую сторону и характеризуется кучевыми и кучево-дождевыми облаками с ливнями обычно без гроз.
К холодным фронтам 2-го рода относится большая часть быстро движущихся холодных фронтов в циклонах, особенно на окраинах циклонов. Здесь происходит вытеснение тёплого воздуха из нижних слоев продвигающимся вперед холодным валом. Поверхность холодного фронта в нижних слоях располагается очень круто, образуя даже выпуклость в виде вала. Быстрое перемещение клина холодного воздуха вызывает вынужденную конвекцию вытесняемого тёплого воздуха в узком пространстве у передней части фронтальной поверхности. Здесь создается мощный конвективный поток с образованием кучево-дождевой облачности, усиливающийся в результате термической конвекции в дневное время.
Предвестниками фронта являются высоко-кучевые чечевицеобразные облака, которые распространяются перед ним на удалении до 200 км. Возникающая облачная система имеет небольшую ширину (50-100 км) и представляет собой не отдельные конвективные облака, а непрерывную цепь, или облачный вал, который может быть не сплошным (особенно при невысокой влажности воздуха). На картах обычного масштаба кучево-дождевые облака (Cb) и ливневые осадки, град и грозы не всегда могут быть выявлены (или отмечаются «между сроками»).
В тёплую половину года верхняя граница (наковальни) кучево-дождевых облаков распространяется до высоты тропопаузы. На холодных фронтах 2-го рода наблюдается интенсивная грозовая деятельность, ливни, иногда с градом, шквалистые ветры. В облаках сильная болтанка и обледенение. Ширина зоны опасных явлений погоды составляет несколько десятков километров.
В холодную половину года вершины кучево-дождевых облаков достигают 3-4 км. С этой облачностью связаны короткие сильные ливневые снегопады (ширина зоны снегопада составляет 50 км), метели при видимости менее 1000 м, резкое усиление скорости ветра, болтанка. Облака холодного фронта 2-го рода имеют ярко выраженный суточный ход. Ночью облака Cb могут размываться. Днем усиливаются конвективные движения воздуха в связи с прогреванием подстилающей поверхности и развитием турбулентных движений. Поэтому наибольшего развития облака и осадки холодного фронта 2-го рода достигают в послеполуденные часы, что характерно и для внутримассовых облаков кучевых (Cu) и кучево-дождевых (Cb).
При прохождении холодных фронтов 2-го рода через пункт наблюдений сначала (часа за 3-4 до прохождения линии фронта у Земли) появляются перистые облака, которые быстро сменяются высоко-слоистыми, иногда чечевицеобразными, которые быстро сменяются Cb с осадками. Продолжительность перемещения системы облаков с ливневыми осадками и грозами обычно не превышает 1-2 часа. После прохождения холодного фронта ливневые осадки прекращаются.
Особенностью холодных фронтов как первого, так и второго рода являются предфронтальные шквалы. Поскольку в передней части холодного клина, благодаря трению, создается крутой наклон фронтальной поверхности, часть холодного воздуха оказывается над тёплым. Далее происходит «обрушивание» вниз холодных воздушных масс в передней части продвигающегося холодного вала. Обрушивание холодного воздуха приводит к вытеснению вверх тёплого воздуха и к возникновению вдоль фронта вихря с горизонтальной осью. Особенно интенсивными бывают шквалы на суше летом, при большой разности температур между тёплым и холодным воздухом по обе стороны от фронта и при неустойчивости тёплого воздуха. В этих условиях прохождение холодного фронта сопровождается разрушительными скоростями ветра. Скорость ветра нередко превышает 15-20 м/с, продолжительность явления обычно несколько минут.
Вторичные холодные фронты обнаруживаются у поверхности Земли в барических ложбинах в тылу циклона за основным фронтом, где имеет место сходимость ветра. Может быть от 1 до 3 вторичных фронтов. Вторичные фронты имеют систему облаков, сходную с облачностью системы облаков холодного фронта 2-го рода, но вертикальная протяжённость облаков меньше, чем у основных. Вследствие этого, после кратковременного прояснения, наступающего вслед за прохождением основного фронта, появляются конвективные облака, связанные с вторичными фронтами, с ливневыми осадками, грозами, шквалами и метелями.
Но осадки в тылу циклона могут быть не только фронтальными, но и внутримассовыми, поскольку в тылу циклона воздушная масса неустойчива. Внутримассовыми могут быть и шквалы, связанные с мощными облаками конвекции (Cb) в жаркую летнюю погоду над сушей или в холодных неустойчивых массах над тёплой подстилающей поверхностью (в тыловой части Cb имеют место нисходящие движения, в передней — мощные восходящие, что формирует вихрь с горизонтальной осью — шквал).